# Грб Јукона
Грб Јукона је службени грб канадске територије Јукон. Грб је по наруџби одељења за развој канадског севера и индијанска питања дизајнирао хералдичар Алан Беду а службено је усвојен декретом краљице Елизабете II 1956. године.
У доњем делу штита налази се симболичан приказ планинских предела територије са златним дисковима у облику новчића (4 диска, по два на сваком планинском гребену) који симболично представљају природна богатства територије и златну грозницу Клондајка која је захватила ово подручје крајем 19. века (област Клондајк). Средњим делом између два планинска врха налазе се две вертикалне меандарске беле линије, симболи јуконских река.
У горњој трећини штита налази се застава са крстом светог Ђорђа, симбол везе подручја са Енглеском чији истраживачи и трговци крзнима су међу првима истраживали ова подручја. Преко централног дела заставе налази се круг звани вир који представља богатство територије у крзненим животињама чије крзно је од најранијих времена важан извор прихода територије.
Челенка представља одраслог аљаског маламута у стојећем ставу на снежном узвишењу са погледом улево (симбол покорности централној власти). Аљаски маламут је службена животиња територије.